# 新布拉希夫卡
48°18′1″N 39°5′14″E / 48.30028°N 39.08722°E
新布拉希夫卡（烏克蘭語：Новобулахівка）是位於烏克蘭東部的村莊，由盧甘斯克州卢甘斯克区的盧圖希內市鎮負責管轄。該村始建於1950年，面積1.25平方公里，海拔高度268米，2001年人口155，人口密度每平方公里124人。